# Nikola Dischkoff
Nikola Dischkoff (* 1938 in Bulgarien; † 8. Mai 2013 in Frankfurt am Main) war ein deutscher Architekt, Städteplaner und Karikaturist.
Dischkoff, als junger Mann aus dem kommunistischen Bulgarien geflohen, studierte in Karlsruhe Architektur. Bald nach dem Abschluss seines Studiums wurde er von der Stadt Karlsruhe beauftragt, einen Wettbewerb zur Sanierung des sogenannten Dörfles, eines alten proletarischen Stadtteils Karlsruhes, vorzubereiten. Dischkoff konnte die Verantwortlichen davon überzeugen, diesen Wettbewerb nicht nur beschränkt national, sondern international auszuschreiben. Dieser Erweiterung war es zu verdanken, dass hochrangige Architekten sich beteiligten und die Altstadt nicht im damaligen Sinne urbanisiert wurde (geplant war unter anderem ein zehngeschössiges Hochhaus), sondern behutsam und am Altbestand orientiert modernisiert. Die Sanierung des Karlsruher „Dörfles“ wurde damit zum Vorreiter einer neuen Auffassung der Stadtsanierung.
Nach Frankfurt umgezogen, brachte Dischkoff seine in Karlsruhe gewonnenen Erfahrungen in der Stadterweiterung von Dietzenbach ein, scheiterte aber letztlich an der Architektenkammer, die sein Konzept als zu sehr die Freiheit des Architekten einengend ansah.
Durch seine Arbeit wurde Dischkoff auch international bekannt und erhielt Einladungen zum Berliner Stadtforum, an die ETH Zürich, nach New York und Berkeley.
Nebenberuflich war Dischkoff auch als Karikaturist tätig und veröffentlichte unter anderem auch im Satiremagazin pardon.